# Gérard Lauzier
Gérard Lauzier (Marseille, 30 november 1932 - Parijs, 6 december 2008) was een Franse stripauteur en schrijver.

## Carrière
Gérard Lauzier volgde een opleiding architectuur aan de Ecole nouvelle des Beaux-Arts te Parijs en in de ateliers Perret et Lagnaux. Hij begon in de jaren 50 als reclametekenaar en als cartoonist met tekeningen in Paris-Presse, Match en Candide. Van 1955 tot 1964 woonde Lauzier in Brazilië en bleef daar actief als reclametekenaar. Als cartoonist werkte hij daar voor kranten in Bahia en Rio de Janeiro. Terug in Frankrijk tekende hij humoristische tekeningen voor bladen als Lui en Informations. Vanaf 1974 begon Lauzier te tekenen voor het Franse stripblad Pilote, met de strips Lili Fatale (1974) en Tranches de vie (1975). Dan volgden er langere verhalen: Chroniques de l'île grande (een autobiografische vertelling over zijn tijd in Brazilië), La course du rat (1978), La tête dans le sac (1980), Les cadres (1981),  Souvenirs d'un jeune homme (1983) en Portrait de l'artiste (1992).
Lauzier was ook actief als scenarist. Hij schreef de scenario's voor de strip Al Crane getekend door Alexis. Hij schreef ook voor het theater (Un garçon d'appartement, Un certain malaise) en filmscenario's (Je vais craquer, Psy, Astérix et Obélix contre César).
Het werk van Gérard Lauzier werd bekroond met de Grote Prijs van het Internationaal Stripfestival van Angoulême in 1993.